# Équipe du Sri Lanka de rugby à sept
L'équipe du Sri Lanka de rugby à sept est l'équipe qui représente le Sri Lanka dans les principales compétitions internationales de rugby à sept au sein des World Rugby Sevens Series et des jeux du Commonwealth.

## Palmarès

### Championnat d'Asie
Deuxième du championnat d'Asie en 2016.

### Jeux du Commonwealth
- 1998 : non qualifié
- 2002 : non qualifié
- 2006 : quart de finale de bowl

- 2010 : quart de finale de bowl
- 2014 : quart de finale de bowl